# Episodi di Private Practice (sesta stagione)
La sesta e ultima stagione della serie televisiva Private Practice è stata trasmessa sul canale statunitense ABC dal 25 settembre 2012 al 22 gennaio 2013.
Tim Daly non ha preso parte a questa stagione per via di tagli del budget, così come comunicato da Shonda Rhimes e stesso motivo per cui sono stati ordinati soli 13 episodi. In seguito alla dichiarazione di Kate Walsh di voler lasciare la serie dopo i 13 episodi inizialmente ordinati e, visto anche il calo di ascolti che ha colpito la stagione durante le prime settimane di programmazione, la ABC ha deciso di comune accordo con la Rhimes di porre fine alla serie al termine della stagione in corso, non ordinandone quindi ulteriori episodi e permettendo così agli autori di scrivere un finale di serie adeguato.
In Italia la stagione è stata trasmessa in prima visione assoluta dal 5 febbraio al 30 aprile 2013 sul canale satellitare Fox Life; in chiaro, è stata trasmessa da Rai 2 dal 28 novembre al 18 dicembre 2013, tutti i giorni feriali.
| nº | Titolo originale                              | Titolo italiano                                 | Prima TV USA      | Prima TV Italia  |
| -- | --------------------------------------------- | ----------------------------------------------- | ----------------- | ---------------- |
| 1  | Aftershock                                    | Qualsiasi cosa accada                           | 25 settembre 2012 | 5 febbraio 2013  |
| 2  | Mourning Sickness                             | Festa di addio                                  | 2 ottobre 2012    | 12 febbraio 2013 |
| 3  | Good Grief                                    | Buon dolore                                     | 9 ottobre 2012    | 19 febbraio 2013 |
| 4  | You Don't Know What You've Got Till It's Gone | Non sai quello che possiedi finché non lo perdi | 23 ottobre 2012   | 26 febbraio 2013 |
| 5  | The Next Episode                              | La prossima puntata                             | 13 novembre 2012  | 5 marzo 2013     |
| 6  | Apron Strings                                 | Istinto materno                                 | 20 novembre 2012  | 12 marzo 2013    |
| 7  | The World According to Jake                   | Il mondo secondo Jake                           | 21 novembre 2012  | 19 marzo 2013    |
| 8  | Life Support                                  | Aiuto alla vita                                 | 4 dicembre 2012   | 26 marzo 2013    |
| 9  | I'm Fine                                      | Sto bene                                        | 11 dicembre 2012  | 2 aprile 2013    |
| 10 | Georgia on My Mind                            | Il tuo nome è Georgia                           | 18 dicembre 2012  | 9 aprile 2013    |
| 11 | Good Fries Are Hard to Come By                | Qualcuno che ti tenga la mano                   | 8 gennaio 2013    | 16 aprile 2013   |
| 12 | Full Release                                  | Liberazione totale                              | 15 gennaio 2013   | 23 aprile 2013   |
| 13 | In Which We Say Goodbye                       | E qui ci salutiamo                              | 22 gennaio 2013   | 30 aprile 2013   |

## Qualsiasi cosa accada
- Titolo originale: Aftershock
- Diretto da: Mark Tinker
- Scritto da: Barbie Kligman

### Trama
Violet, dopo aver ricevuto un messaggio di Pete che è uscito per andare a correre, si prepara ad affrontare la giornata che la vedrà occupata nell'udienza contro suo marito. Accompagnata dal fedele Cooper però, arrivata all'udienza Violet viene informata che Pete non si è presentato e, sfogandosi con Charlotte e Addison, insinua che suo marito sia fuggito lasciando lei e Lucas soli. A fine giornata però, Violet riceve una strana chiamata dal telefono di Pete e, sconvolta, confessa a Cooper che suo marito è morto quella stessa mattina, mentre stava correndo.
Amelia ha finalmente raggiunto un anno senza toccare alcool grazie al sostegno di Sheldon, il quale è in cura da Sam e si sente molto bene. Mantenendo salda l'amicizia con Amelia, Sheldon pensa di tornare con la sua ex moglie, Laura, con la quale sta vivendo dei momenti indimenticabili.
Charlotte si rende conto di avere tutti i sintomi di una gravidanza, ma è riluttante all'idea di avere dei figli, mentre Cooper è entusiasta della cosa. I due chiedono ad Addison di fare un'ecografia per sapere se Charlotte è veramente incinta e così scoprono di aspettare non un solo bambino, ma tre gemelli. Charlotte, sconvolta, non reagisce bene. Cooper, invece, è molto contento.
Addison intanto sta vivendo la sua favola con Jake, ma è spaventata dal fatto che lui sembri davvero l'uomo perfetto. Sfogandosi con lui, lo lascia solo al suo lavoro fino quando, a fine giornata, Jake le dice di amarla e di voler vivere insieme a lei e a Henry.
Sam, visto il rifiuto di Addison, sta iniziando una storia con Stephanie, un'ostetrica dell'ospedale.

## Festa di addio
- Titolo originale: Mourning Sickness
- Diretto da: Ed Ornelas
- Scritto da: Jennifer Cecil

### Trama
Dopo la lettura del testamento, si scopre che Pete avrebbe voluto che tutti i suoi amici facessero una festa in suo onore, così i dottori si riuniscono a casa di Addison per ricordarlo. Oltre agli amici di sempre, si presentano alla veglia anche dei pazienti di Pete che raccontano la sua storia a Violet che, cercando di mantenere i nervi saldi, accoglie al meglio le condoglianze di tutti. In un attimo di sconforto però, Violet si rifugia insieme ad Addison in bagno dove decide di fumarsi uno spinello, raggiunta poi da Cooper che le confessa di aspettare tre gemelli. Alla fine, i medici dello studio si ritrovano tutti riuniti in bagno a ricordare Pete, con gli ospiti al piano di sotto.
Sheldon viene trattenuto al lavoro da un paziente che tenta il suicidio a causa di una sua perversione sulle bambine. Dopo averlo salvato e deciso di provare a curare, raggiunge la veglia nel momento in cui Violet ha un crollo e, dopo una scenata, comincia a cantare come voleva Peter.
In quell'istante, però, Addison riceve una chiamata da Derek che la informa della morte di Mark. Disperata, la donna si ritrova a piangere e a informare anche Amelia dell'accaduto, sfogandosi con lei e chiedendole di essere la tutrice di Henry per qualsiasi evenienza.
Sam e Addison si rendono conto che prima o poi torneranno amici.
Violet chiede a Cooper di prendersi cura di Lucas se mai le succedesse qualcosa e, d'accordo con Charlotte, l'uomo non può che accettare.

## Buon dolore
- Titolo originale: Good Grief
- Diretto da: Bethany Rooney
- Scritto da: Gabe Fonesca

### Trama
Addison non riesce ad accettare la morte di Mark e non riesce nemmeno a parlarne con Jake che, non conoscendo tutta la storia, non riesce a starle accanto come vorrebbe.
Violet decide di prendere parte a degli incontri per accettare la morte del marito e superare il fatto che Lucas, con molta più rapidità di quanto credesse, ha accettato la morte del padre. Al lavoro intanto segue un paziente che, inconsciamente, le ha confessato di aver ucciso un uomo. Durante una seduta, Violet perde le staffe e la sua professionalità, attaccando malamente il paziente che, successivamente, cederà a un altro psicologo.
Sheldon si occupa di un uomo che non vuole curare un suo male se non in base a quanto proprio il terapista dica.
Cooper si preoccupa in maniera morbosa per Charlotte che ancora non accetta la gravidanza e perciò lo tratta male. Alla fine, tuttavia, capisce quanto significhi per Cooper diventare padre e gli consente finalmente di parlare ai gemelli che ha in grembo.
Sam prosegue la sua storia con Stephanie mantenendo molti segreti che, a detta degli altri, gli porteranno solo problemi.
A fine serata, Addison riesce a raccontare tutta la sua storia con Mark a Jake che, messo al corrente, può comprendere il dolore della compagna e, sorprendedola, accetta senza problemi il suo passato.

## Non sai quello che possiedi finché non lo perdi
- Titolo originale: You Don't Know What You've Got Till It's Gone
- Diretto da: Ann Kindberg
- Scritto da: Fred Einesman

### Trama
Charlotte, con il consenso di Violet, ha finalmente assunto un sostituto per Pete in ospedale: il dottor James Peterson. Durante il suo primo turno al pronto soccorso, una notte tempestosa, accade di tutto. Jake è obbligato a terminare il quarto aborto di Megan, una sua paziente, praticando un raschiamento, e dopo un duro confronto con Addison capisce di dover suggerire alla paziente un altro modo per avere un bambino.
Addison segue il quarto parto di una sua paziente, il cui marito arriva in ospedale paralizzato. Dal momento che l'uomo ha manifestato sintomi fisici a ogni parto della moglie, viene dato per scontato da tutti che non sia niente di grave. L'unico a prendere sul serio i sintomi e a chiedere ad Amelia di approfondire è il neoassunto dottor James. Grazie alla sua insistenza, Amelia scopre che il paziente ha un problema al cervello, così lo opera mentre la moglie dà alla luce loro figlio. Ad assistere Addison durante il parto c'è proprio Stephanie, la nuova compagna di Sam, che chiacchierando con la dottoressa scopre che lei e Sam si conoscono da vent'anni, hanno avuto una relazione finita da quattro mesi e sono vicini di casa. Stephanie, dopo aver discusso con Sam e arrabbiata per le omissioni di lui sul proprio passato, capisce che è meglio terminare la loro storia semplicemente con un "addio".
Sheldon nel frattempo continua a curare un paziente con pulsioni sessuali verso la sua figlioccia di otto anni, finito in pronto soccorso per un errore nel dosaggio degli psicofarmaci che prende. Nella stanza accanto, intanto, è ricoverata una bambina che si è fatta male giocando in casa. Il dottor James, insospettito dall'atteggiamento aggressivo dei genitori e dai ripetuti ricoveri della bambina, vorrebbe chiamare i servizi sociali, ma Cooper glielo impedisce e convoca Violet perché parli con i genitori, neodivorziati che spesso litigano davanti alla piccola. Durante il colloquio, Sarah si allontana e così iniziano le ricerche per tutto l'ospedale. Charlotte dà ordine alla sicurezza di bloccare le uscite per impedire che qualcuno esca e porti con sé la bambina. Sheldon, informato della scomparsa, teme che sia coinvolto il suo paziente pedofilo, così va a controllare nella sua stanza e gli chiede se sa qualcosa. Quando l'uomo risponde che non è coinvolto, Sheldon lo dimette. Alla fine viene ritrovato l'impermeabile di Sarah su una panchina fuori dall'ospedale, così l'indagine e le ricerche vengono affidate alla polizia.

## La prossima puntata
- Titolo originale: The Next Episode
- Diretto da: Jeannot Szwarc
- Scritto da: Zahir McGhee

### Trama
Sam viene contattato per girare un reality show che seguirà la sua vita e accetta. Durante le riprese dello show, arriva la madre di Sam, che gli chiede di visitare Raymond, il proprio datore di lavoro, venuto insieme alla moglie. Dopo la visita, Sam scopre la madre e Raimond che si baciano, rimanendo molto sconvolto e deluso dalla madre. Tuttavia, lo shock maggiore è scoprire che la storia tra i due va avanti da moltissimo tempo e che Raimond è proprio il padre che Sam non ha mai conosciuto e che la madre gli diceva essere fuggito abbandonandoli. Sam è furioso con la madre che gli ha mentito per così tanti anni, ma quando questa le dice che anche Raymond ha sofferto moltissimo non potendo crescere suo figlio, decide di perdonarla e si sottopone all'esame di compatibilità, necessario a trovare un donatore che salvi la vita di Raymond.

## Istinto materno
- Titolo originale: Apron Strings
- Diretto da: Amyn Kaderali
- Scritto da: Elizabeth J. B. Klaviter

### Trama
Judy, la madre biologica di Henry, si presenta a casa di Addison dopo 8 mesi per incontrare suo figlio. Addison è in ansia per l'incontro, ma tutto procede al meglio. Addison propone a Judy di inviarle foto del figlio giornalmente e di farglielo vedere mensilmente, ma Judy chiede di vederlo il giorno dopo e Addison accetta.
Una signora arriva al pronto soccorso per i dolori causati dal cancro e viene curata dal dottor James. La donna si rivela essere la mentore di Addison, la signora Vivian.
Arriva intanto una bambina con una ferita alla testa, causata da una caduta, che il dottor James cura. La madre, la signora Petrucci, aggredisce verbalmente Addison dicendole che avrebbe dovuto farla abortire e la accusa per le difficoltà motorie della figlia. La donna infatti era stata paziente di Addison 8 anni prima, quando aveva scoperto che la figlia soffriva di spina bifida.
Cooper e Charlotte pensano ai nomi per le gemelle e parlano dell'adozione di Cooper. Mason scopre così che il padre è stato adottato.
Vivian parla con Addison e le confessa di aver avuto una figlia all'età di 15 anni e di averla data in adozione.
La signora Petrucci cita la dottoressa Montgomery per danno da nascita indesiderata. Subito dopo, mentre Addison, Jake e il figlio sono al parco, vengono raggiunti da Judy accompagnata da sua madre.
Judy va da Addison allo studio e quest'ultima si arrabbia con lei per l'eccessiva invadenza, ma Judy le spiega di essere venuta solo per dirle che non rivedrà più Henry.
Addison chiede alla signora Petrucci perché ha deciso di denunciarla e scopre che la donna è rimasta senza lavoro, dopo i tagli all'ospedale, e ha bisogno dei soldi per proseguire le cure della figlia. La dottoressa tenta di convincerla a ritirare la denuncia perché la figlia soffrirebbe sapendo che sua madre avrebbe preferito abortire, ma senza successo. Si apre quindi la mediazione tra le parti, ma la signora Petrucci capisce che ama sua figlia e che non avrebbe mai voluto abortire, così ritira l'accusa nei confronti di Addison. Questi decide comunque di aiutare la sua ex paziente facendo una donazione al Saint Ambroise, in modo che la donna venga riassunta.
Vivian, intanto, chiede ad Addison di scrivere una lettera alla figlia e di dargliela quando la troverà, visto che a lei non rimane abbastanza tempo per cercarla. Alla fine, Vivian si spegne mentre è con il dottor James che le si è molto affezionato. Addison rispetta le ultime volontà della sua amica e va a incontrare la figlia data in adozione.
Al suo ritorno, va da Judy e le regala una collana a forma di H, dicendole che sono entrambe madri di Henry, che loro tre saranno sempre legati e che quando si sentirà pronta potrà rientrare nella vita di loro figlio.
Alla fine della giornata, Addison torna a casa e guarda Jake prendersi amorevolmente cura di Henry, così si rende conto di essere davvero innamorata. Infine, dice a Jake che lo ama e che vorrebbe fosse l'ultimo uomo a cui lo dirà, chiedendogli di sposarla.

## Il mondo secondo Jake
- Titolo originale: The World According to Jake
- Diretto da: Allison Liddi Brown
- Scritto da: Christopher Fife

### Trama
Jake si trova a dover fronteggiare le donne della sua vita. Angela, sua figlia, ha una relazione con un suo professore molto più vecchio di lei, Addison attende una risposta dopo avergli chiesto di sposarla e Megan, una sua paziente in ansia per la sua gravidanza, cerca insistentemente le sue attenzioni. Violet continua la terapia con i genitori di Sarah, ormai scomparsa da sei settimane. Il Dottor James palesa il suo interesse per Amelia.

## Aiuto alla vita
- Titolo originale: Life Support
- Diretto da: Mark Tinker
- Scritto da: Jennifer Cecil e Barbie Kligman

### Trama
Cooper ci racconta la gravidanza, il suo supporto alla moglie e a Violet ancora in lutto. Charlotte è alla ventiseiesima settimana, ma le si rompono le acque correndo il rischio che le bambine nascano con deficit cognitivi e neurologici. Addison riesce a bloccare il travaglio, ma una delle gemelle nasce prematura.
Violet salta la terapia, ma va in spiaggia a chiacchierare con Gabi che frequenta il gruppo di sostegno perché la sua compagna è in coma.
- Guest star: Marianne Jean-Baptiste (Gabi)

## Sto bene
- Titolo originale: I'm Fine
- Diretto da: Scott Printz
- Scritto da: Gabriel Llanas

### Trama
Sheldon finalmente decide di sottoporsi alla terapia per il cancro della prostata. In sala di aspetto conosce Miranda e inizia a conversare con lei.
Ma la sua salute non è la sua unica preoccupazione, Nick, il suo paziente con pulsioni sessuali deviate, non si è più presentato alla terapia dopo la dimissione dal Pronto Soccorso. Addison e Jake annunciano agli amici il loro fidanzamento.
Sarah non è ancora stata ritrovata, ma hanno arrestato il suo rapitore, un addetto alla manutenzione del Saint Ambrose. Nick, il paziente di Sheldon, si ripresenta al Seaside per vedere Sheldon e confessargli di essere innamorato di una donna, Alyssa. L'episodio continua in maniera ciclica: Sheldon incontra Miranda in sala d'attesa, Sheldon si sottopone alle radiazioni, Sheldon incontra Nick, Sheldon va dall'analista. Così entra sempre più in sintonia con Miranda ma è spaventato da ciò poiché lei gli confessa di essere terminale. Nel frattempo Nick lo preoccupa, i suoi sbalzi d'umore, i suoi racconti su Ashley ecc. finché decide di agire, seguendo il suo istinto, che gli dice che non esiste nessuna Ashley e che è stato Nick a rapire Sarah al pronto soccorso. Durante la seduta Sheldon provoca Nick fino a farlo esplodere di rabbia, ma trova la polizia che Sheldon aveva fatto chiamare, pronta a internarlo in una clinica. Nick non ha confessato di avere Sarah, ma Sheldon è sicuro che Sarah sia a casa di Nick, così mente al capo della polizia, suo amico, dicendogli che Nick ha confessato. La polizia e Sheldon irrompono in casa di Nick e trovano Sarah. Sheldon si sente in colpa comunque, per non aver salvato prima Sarah ma questo gli dà la forza di affrontare ciò che prova per Miranda e di confessarglielo.
- Guest star: Diane Farr (Miranda)

## Il tuo nome è Georgia
- Titolo originale: Georgia on My Mind
- Diretto da: Karen Gaviola
- Scritto da: Jennifer Cecil e Barbie Kligman

### Trama
Charlotte è sempre ricoverata in ospedale e costretta a letto, ma non rinuncia a gestire la struttura. I medici dello studio si recano nella sua stanza per sfogarsi e offrirle aiuto. Charlotte e Cooper devono ancora decidere il nome della bambina già nata che finalmente respira da sola.

## Qualcuno che ti tenga la mano
- Titolo originale: Good Fries Are Hard to Come By
- Diretto da: James Larkin
- Scritto da: Elizabeth J.B. Klaviter e Zahir McGhee

### Trama
Amelia è sobria da 407 giorni e racconta agli alcolisti anonimi come procede la sua vita nel suo secondo anno senza stupefacenti. I suoi colleghi dello studio le organizzano degli appuntamenti al buio per farla socializzare. Il Dottor Peterson continua a farle la corte, ma lei è titubante anche perché riceve da lui segnali contraddittori.

## Liberazione totale
- Titolo originale: Full Release
- Diretto da: Ann Kindberg
- Scritto da: Eric Haywood

### Trama
Charlotte è in travaglio ed è insopportabile più del solito. Violet si reca in libreria per comprare dei regali alle gemelle e qui riceve delle avance da Charles, il libraio. Addison si reca all'udienza per l'ufficializzazione dell'adozione mentre Jake resta in ospedale per assistere Charlotte. Cooper e Mason vanno a conquistare la loro nuova casa. James chiede ad Amelia se un giorno vorrà altri figli. Sheldon presenta Miranda a Violet. I medici dello studio tengono compagnia a Georgia confidandole le loro paure.
- Guest star: Diane Farr (Miranda)

## E qui ci salutiamo
- Titolo originale: In Which We Say Goodbye

Lo staff dell'Oceanside Wellness Group riunito nella scena finale della serie, mentre Violet annuncia il titolo del suo ultimo libro riguardante la clinica stessa: Private Practice

- Diretto da: Mark Tinker
- Scritto da: Shonda Rhimes

### Trama
È arrivato il giorno delle nozze di Jake e Addison, Naomi è la damigella d'onore e tutti i medici dello studio sono invitati. Charlotte è preoccupata perché ha lasciato Mason e le gemelle a casa. Al matrimonio Sheldon presenta Miranda ad Amelia e James. Durante il matrimonio Naomi e Sam, travolti dalla passione, vanno a letto insieme.
3 MESI DOPO: Rientrati al lavoro Violet, dopo cinque anni di sedute, chiude la terapia con Holly, una ragazza che ha perso i suoi genitori e il suo fidanzato in un incidente d'auto a cui lei è sopravvissuta. Poi si reca da Cooper disperatamente alle prese con le gemelle. Quest'ultimo discute con Charlotte della necessità di prendere una tata per le gemelle poiché non riesce a occuparsi di tutto da solo, e la moglie, dopo avere inizialmente rifiutato, acconsente.
Naomi torna a trovare Addison e le confida di essere incinta. L'amica le chiede di Fife, ma Naomi confessa che la loro storia non ha funzionato; Addison quindi capisce che il bambino, avendo 13 settimane, è di Sam. Addison va a parlare con Sam e lo spinge a riflettere sui suoi sentimenti per Stephanie e Naomi; alla fine Sam capisce di amare ancora l'ex moglie e lascia Stephanie. Miranda ha un malore mentre è in visita allo studio. Chiede a Sheldon di andarsene perché non vuole che lui si prenda cura di lei nel poco tempo che le rimane, ma Sheldon decide di restare perché la ama. Angela litiga con Jake perché vuole sospendere gli studi per sei mesi e seguire il fidanzato a Roma. Jake è furioso ma alla fine i due si chiariscono. 
Sam va a trovare Naomi, le dice di amarla e i due si rimettono insieme, e alla fine si risposano. 
Nella scena finale Violet che annuncia al cast il titolo del suo nuovo libro: Private Practice.
- Guest star: Diane Farr (Miranda)